# محمد أمين يلدرم
محمد أمين يلدرم (بالتركية: Muhammed Emin Yıldırım)‏ (8 مارس 1973 -) ولد في مقاطعة خورسان بمدينة أرضروم. أكمل تعليمه الابتدائي والمتوسط والثانوي في مسقط رأسه أرضروم. بينما كان يواصل تعليمه النظامي تلقى أيضًا دورات في اللغة العربية والعلوم الإسلامية الأساسية في المدرسة الشرعية. بين عامي 1999 و2004 تواجد في عدة أعمال في مجال العلوم الإسلامية والعربية في مصر لمدة 5 سنوات. يعمل في مجال السير منذ عام 1995 بدأ بإلقاء محاضرات أسبوعية بشكل منتظم. منذ حوالي 15 عامًا ويواصل تدريسه في وقف السيرة الذي أنشئه. شارك محمد أمين يلدرم في أكثر من 200 برنامج تلفزيوني وإذاعي متعلق بمجال تخصصه وتنشر دروسه ولقاءاته بشكل منتظم على مواقع الوقف ووسائل التواصل الاجتماعي.

## وقوفة إلى جانب القضية السورية
بعد حملة شعبية وإعلامية ضخمة ضد السوريين في تركيا، ترافقت مع حملة قانونية صارمة تجاههم، تعالت بعض الأصوات من الشعب التركي نفسه للدفاع عن السوريين ومحاربة الصور المغلوطة تجاههم والمتفشية في المجتمع التركي بقصد أو بدون قصد.
وكما وضح الشيخ “محمد أمين يلدرم” رئيس وقف السير الضوء على الأهوال التي يعيشها السوريين في الشمال السوري المحرر.
وكان يلدرم قد ذهب مؤخراً إلى مدينة معرة النعمان بريف إدلب الجنوبي، وشاهد بنفسه الدمار ورعب القصف وحال السوريين المقيمين هناك، الأمر الذي دفع به لنشر تغريدة على موقع “تويتر” قال فيها: “عندما تبقى ساعة واحدة فقط في معرة النعمان في سوريا ستفهم وقتها لماذا لا يعود السوريون إلى بلدهم! تقولون للسوريين ارجعوا إلى بلدكم، يعني أنكم تقولون لهم موتوا مع نسائكم وأطفالكم، يجب علينا ان نلغي هذا التفكير من عقولنا إلى الأبد”.

## وقوفة إلى جانب قضية تركستان الشرقية
كان موقف الشيخ محمد أمين يلدرم إتجاه قضية تركستان الشرقية أنه بجانب العائلات في كفاحهم، وأن هذا هو اختبارٌ ويجب ألا يتوقفوا عن المقاومة.
إذا تجاهلنا صراخ ضحايا تركستان، لا حجة للمؤمنين حين يقفون للحساب أم البشر أو أمام العظيم جل جلاله.
وقال يلدرم: "نحن هنا لدعم إخواننا وأخواتنا الذين لم يتمكنوا من رؤية عائلاتهم منذ سنوات، هناك قصص تحطم القلوب. إخواننا هنا يستصرخون ضمائر الإنسانية. حقيقة أن مثل هذه الفظائع تستمر في القرن الحادي والعشرين، يجب عليهم الهجرة من أراضيهم والمجيء إلى هنا لتجربة الصعوبات، لعله يثير ضمير هذا العصر. وعليه فإننا إذا لم نشعر بهذا الألم، إذا لم نتمكن من تنشيط هذا الضمير، وإذا بقينا متجاهلين الصراخ هنا، فلا يمكننا تفسيره في وجود البشرية وفي حضور الله كمؤمنين، فنحن بحاجة إلى رؤية هذا الألم وسماعه بقدر ما نستطيع. عندما أعود إلى المنزل وألتقي مع عائلتي في عطلة، إذا لم أشعر بألم إخواني في تركستان الشرقية، إذا تركت هذا الألم لهم فقط للعيش، أصبح عديم القيم الإنسانية.
نأمل أن تكون هذه الوحدة هنا مفيدة في حشد الضمير
كما ذكر يلدريم بأن بعض العائلات تفرقت بعد الهجرة إلى مكة: "إحدى تلك العائلات كانت عائلة السيدة أم سلمه، كان على زوجها أن يذهب إلى المدينة المنورة، لكنه لم يستطع الذهاب بنفسه. فصعدت أم سلمة تلالا عالية مع ابنها وكانت تصرخ وتقول: "ألا يسمع أحد صوتي ويجيرني ويجمعني بعائلتي؟" أخيرًا سمع صراخها عثمان بن طلحة (الذي كان مشركًا في ذلك الوقت). والآن نسمع الصرخة نفسها من إخواننا أهل تركستان الشرقية، فهل هناك من يجيرهم؟ "هل هناك من يطفئ هذه النار ويخمد دموعهم؟ آمل أن تؤدي هذه الوحدة هنا إلى تحرك الضمائر. في هذه المرحلة من يستطيع أن يفعل أي شيء فليفعل. أتمنى أن نكون قد أدينا بعض واجبنا أمام الله وأمام البشرية". 

## حياته الخاصة
يواصل محمد أمين يلدرم أبحاثه ودراساته التعليمية في مجال السِّير، في الوقف الذي انشئه في منطقة أيوب في إسطبنول، وهو متزوج ولديه ثلاثة أطفال.  

## بعض مؤلفاته
- الدعاء عقل العبادة (2002)
- القياس الإلهي في العلاقات الإنسانية (2004)
- إحياء الرؤيا (2005)
- سيدنا محمد رحمة للعالمين (2006)
- كيف علينا أن نفهم الصحابة؟ (2007)
- نموذج التربية النبوية دار الأرقم تربية الشخصية في عملية نزول الوحي (2008)
- ألبوم سيدنا النبي صلى الله عليه وسلم (2010)
- أطلس السير (التحقيق والتقييم) (2010)
- محبة نبينا صلى الله عليه وسلم مثل الصحابة (2011)
- والدة دعوة الرسالة سيدتنا خديجة (2011)
- حواري الرسول وإخلاص الزبير بن العوام (2011)
- خلاص الإنسانية هو الحج وبركة العمر هي العمرة (2011)
- الشهيد الحي طلحة بن عبيد الله (2012) [2]